# 鶴見区 (横浜市)
鶴見区（つるみく）は、横浜市を構成する18行政区のひとつ。横浜市で初めてできた区の一つでもある。

## 概要
鶴見区は、横浜市の最東端に位置し、東京湾に面する。東は川崎市の川崎区・幸区に接し、西は横浜市の港北区・神奈川区に接し、南端部の大黒埠頭から横浜ベイブリッジで同市中区につながる。鶴見川が区内を南に蛇行して流れ、東京湾に注ぐ。東部は鶴見川沿いの低地（川のまち）で、西部は下末吉台地の東端から続く丘陵地（丘のまち）。臨海部は埋立地が広がり、市境は京浜運河を越えて扇島で東京湾に接する（海のまち）。中心市街地は鶴見駅周辺地区で横浜市における主要な生活拠点（旧:副都心）に指定されている
。鶴見川左岸（矢向・市場・潮田地区）を中心に川崎市川崎区・幸区との結びつきが強い。臨海部は隣接する川崎市川崎区や横浜市神奈川区・中区などとともに大規模工場が多数立地する京浜工業地帯の中核的地域となっている。区内北西部には自然が残り、獅子ケ谷市民の森、神奈川県立三ツ池公園などがある。
「鶴見」の名は、鎌倉時代から現れ、源頼朝がここで鶴を放ったことから命名されたという伝説もある。また一説には、「ツル」は鶴とは関わりなく「水路や河川の周辺地」を意味し、「ミ」は「周り・巡り」を意味する語で、合わせて「ツルミ」は蛇行する鶴見川の地形を表すとされる。
2023年5月1日現在、人口は295,854人（推計）で市内18区中第3位、区内に住所を定めている世帯の数は148,410世帯で港北区に次いで第2位となっている。また、2010年3月31日現在、区の戸籍数（本籍）は98,753戸籍で、18区中第1位となっている。
2010年1月1日現在、区の平均年齢は42.40歳（男41.49歳、女43.38歳）で、横浜市の平均年齢43.12歳（男42.06歳　女44.18歳）よりやや低い。2012年4月30日現在、区の外国人登録者数は9,670人で、区の人口に占める割合は約3.6%（市全体では約2.1%）。国籍別に見ると中国、韓国・朝鮮、ブラジル、フィリピンの順に多く、市全体と比べるとブラジルの構成比が大きいのが特徴である（市全体に登録するブラジル国籍住民の約44.2%が鶴見区在住）。また沖縄県出身やその子孫の居住者も多く、特に仲通周辺は「沖縄タウン（リトル沖縄）」と呼ばれる。
区の2009年度の市税収入は、約650億円で、市全体収入の9.10%を占め、市内では神奈川区、中区、西区に次いで、18区中4番目となっている。

## 歴史
- 約9000年前（縄文時代早期） : 区内各所に遺跡が見られる（梶山、上末吉、二本木、上の宮など）。
- 2世紀ごろ（弥生時代後期） : 末吉の上台北遺跡から出土した人面土器。
- 4世紀ごろ（古墳時代） : 駒岡の瓢箪山古墳、兜塚古墳、諏訪坂古墳など。
- 7世紀初め（推古天皇の時代） : 鶴見神社（杉山神社、杉山大明神）の創建伝承。鶴見神社境内からは、弥生時代後期の土器や古墳時代から鎌倉時代に至る祭祀遺物が出土している。
- 平安時代 : 区内の金剛寺、天王院、真福寺、東福寺、東漸寺が創建される。

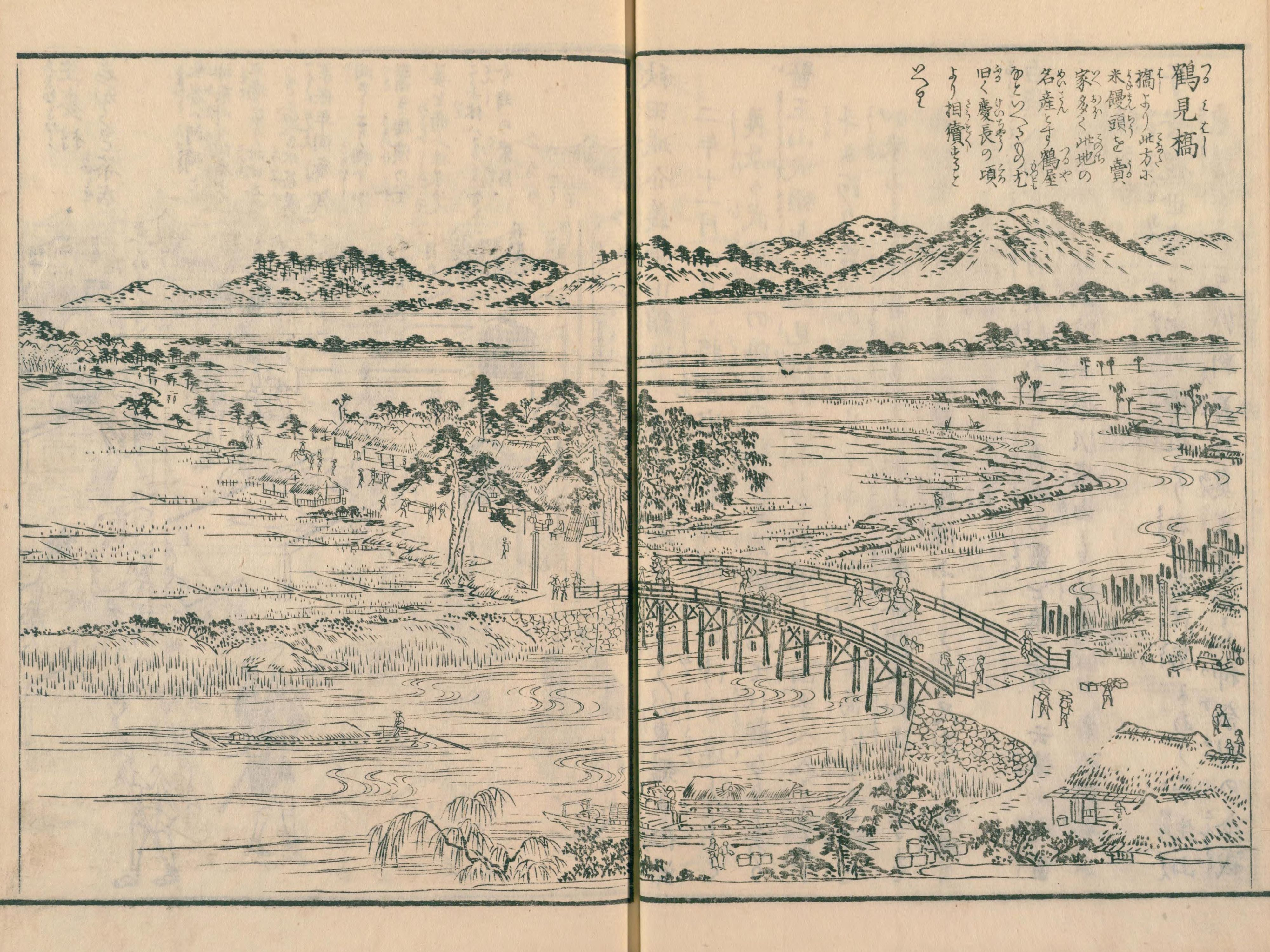
東海道に架かる鶴見橋。19世紀初めの『江戸名所図会』より。詞書きには、「橋の近くには名産・米饅頭を売る家が多く、『鶴屋』という店は慶長の頃より続く」とある。

- 弘仁年間（9世紀初め） : 市場の熊野神社が創建される。
- 永保年間（1081年ごろ） : 鎌倉鶴岡八幡宮の送進の検納に関する文書に「鶴見」が初出。
- 仁治2年（1241年） : 将軍・藤原頼経はじめ執権以下500人の武士が、鶴見郷にあった秋田城介安達義景の居館（別荘）に出かけ、途中、鶴見神社に立ち寄る[7]。
- 仁治3年（1242年） : 大江広元らが、安達義景の居館を拠点にして、鶴見一帯の開拓事業を始める。
- 元弘3年（1333年） : 新田義貞が、鎌倉攻めに際し、金沢貞将と末吉付近で戦う（鶴見合戦）。
- 建武元年（1334年）ごろ : 絵図「武蔵国鶴見寺尾郷絵図」（神奈川県所有、神奈川県立金沢文庫保管、2005年（平成17年）国の重要文化財に指定）が作成される[8]。境相論（境界紛争）のために描かれた絵図で、南北朝時代の関東の荘園絵図としては唯一のもの。
- 戦国時代 : 後北条氏の家臣・諏訪氏が殿山に寺尾城を築く。
- 文禄2年（1593年） : 菅沢村（菅沢町）に龍沢山宝泉寺が開山。
- 江戸時代：区域の大部分は幕府直轄領であり、神奈川奉行の管轄。旗本領は、獅子ヶ谷（小田切氏）、駒岡（久志本氏）など少数。
- 慶長6年（1601年） : 東海道が整備され、街道沿いが賑わう。
- 安政6年6月2日（1859年7月1日） : 横浜港開港。
- 万延元年（1860年） : 鶴見川に架かる鶴見橋（現・鶴見川橋）に、鶴見橋関門が設けられる（1871年（明治4年）に廃止）。
- 文久2年（1862年）9月14日（旧暦8月21日） : 生麦で生麦事件が起こる。薩摩藩士が、イギリス人を殺傷した。

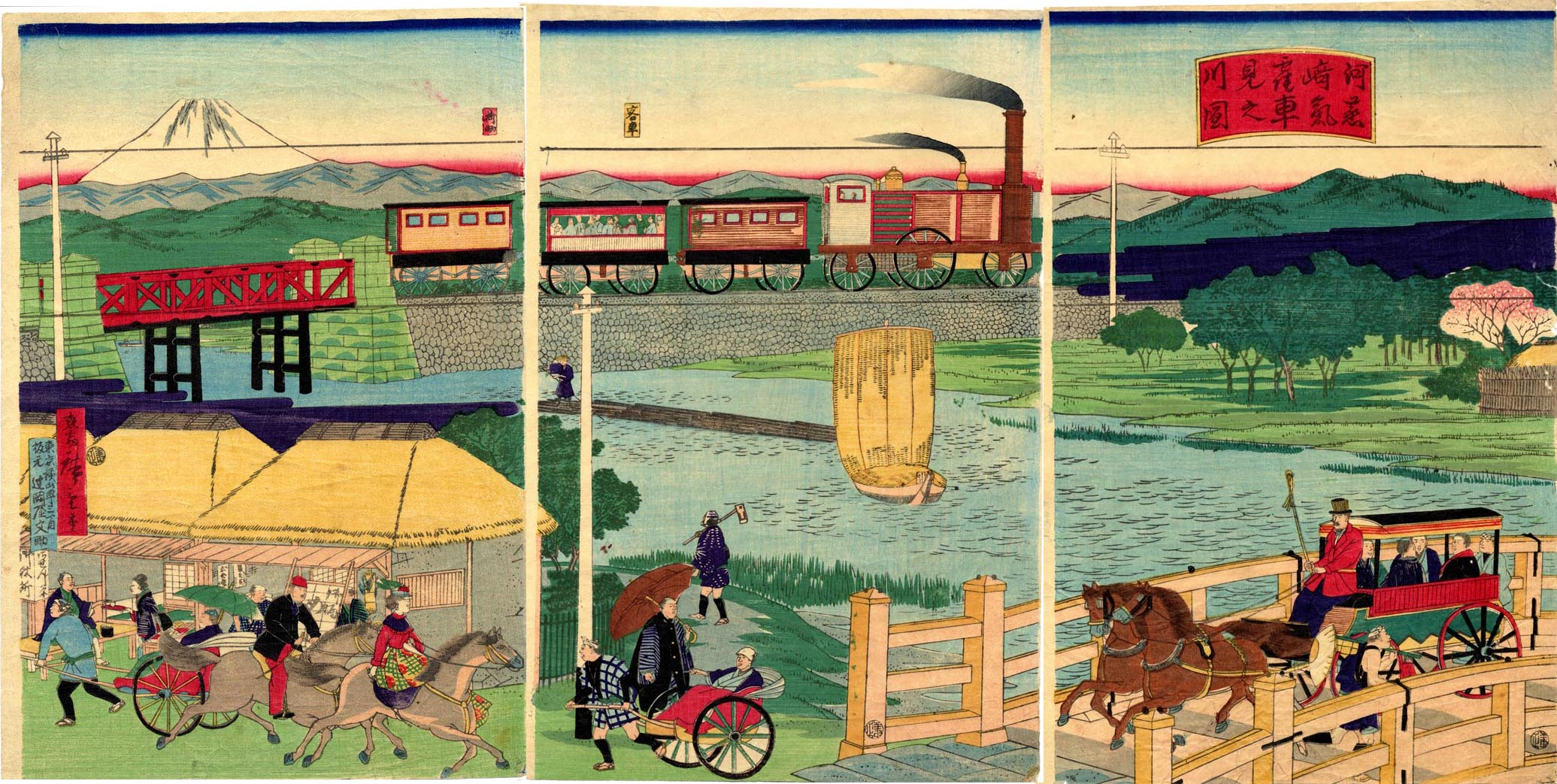
鶴見川を渡る蒸気機関車。『河崎靏見川蒸氣車之図』（明治5年1月（1872年2月）ごろ出版）より。

- 明治5年9月12日（1872年10月14日） : 鉄道開業に合わせて鶴見駅が開業する。
- 1873年（明治6年） : 真明学舎（市場小学校）、潮田学舎（潮田小学校）、末吉学舎（末吉小学校）、生麦学舎（生麦小学校）、矢向学舎（矢向小学校）が開校する。このころから外人居留民のニーズに応じるために西洋野菜の栽培が盛んになる。
- 1889年（明治22年）4月 : 市制が施行され、横浜市ができる（このとき鶴見は、橘樹郡の一部）。
- 1901年（明治34年） : 鶴見郵便局（三等）が開設される。

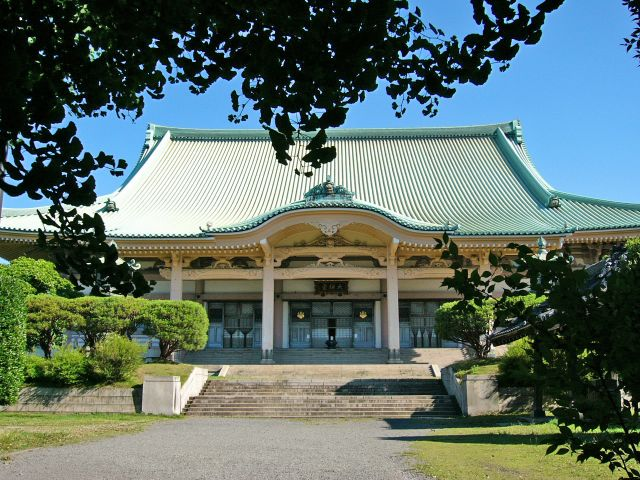
總持寺大祖堂

- 1911年（明治44年） : 曹洞宗大本山・總持寺が、石川県から移転される。
- 1913年（大正2年）2月 :浅野財閥の創始者 浅野総一郎が鶴見埋立組合を組織し、鶴見海岸495ha（150万坪）の埋立に着手する。
- 1915年（大正4年） : 児童遊園地「花月園」が開業する。
- 1920年（大正9年） : 鶴見駅西口が開設される。杉山神社（杉山大明神）から鶴見神社へ改称される。
- 1923年（大正12年）12月 : 鶴見警察署を設置。
- 1924年（大正13年） : 光華女学校（後の鶴見高等女学校、現・鶴見大学附属高等学校）が設立される。
- 1925年（大正14年） : 潮田で鶴見騒擾事件が起こる。東京電力火力発電所工事の縄張り争い。
- 1926年（大正15年）3月 : 鶴見線の前身である「鶴見臨港鉄道」が開通する。
- 1927年（昭和2年）
  - 4月 : 鶴見町と旭村が横浜市に合併される。
  - 10月 : 区制施行。鶴見区となる。
- 1928年（昭和3年）6月 : 市電神奈川線「生麦 - 金港橋」間が開通する。
- 1930年（昭和5年）11月 : 浅野財閥の創始者浅野総一郎死去。
- 1933年（昭和8年） : 潤光学園（現・法政大学国際高等学校）が設立される。
- 1936年（昭和11年） : 市立鶴見工業実習学校（後の横浜市立鶴見工業高等学校）が開校される。
- 1937年（昭和12年） : 馬場の鶴見配水池に水道塔が設置される。
- 1941年（昭和16年） : 東寺尾に横浜第一商業学校（現・横浜商科大学高等学校。後に旭区に移転）が設立される。響橋（めがね橋）竣工。
- 1942年（昭和17年） : 橘女学校（現・橘学苑中学校・高等学校）が、土光登美（土光敏夫の母）により設立される。
- 1943年（昭和18年）
  - 7月 : 私鉄鶴見臨港鉄道を国が買収し、国鉄鶴見線が開業。
  - 10月 : 県立鶴見中学校（現・神奈川県立鶴見高等学校）が、下末吉町130番地に移転。同校では、この移転の日（10月23日）を開校記念日とする。
- 1944年（昭和19年）12月 - 鶴見市場駅で上り列車と後続列車が衝突。死者53人、重軽傷者46人[9]。
- 1945年（昭和20年）4月 : 空襲で区役所などを焼失。
- 1947年（昭和22年） : 潮田、末吉、市場、豊岡（現・鶴見）、寺尾の市立新制中学校が創立される。京浜女子商業学校（現・白鵬女子高等学校）が、川崎市堤根から現在地の北寺尾に移転する。
- 1950年（昭和25年）5月 : 閉園した花月園の跡地を利用し花月園競輪場が開設される。
- 1953年（昭和28年） : 鶴見女子短期大学（後に鶴見女子大学、現・鶴見大学、鶴見大学短期大学部）が設立される。鶴見聖ヨゼフ小学校（現・聖ヨゼフ学園小学校）が設立される。
- 1954年（昭和29年）8月 : 神奈川県立三ツ池公園が開園。
- 1956年（昭和31年）6月 : 横浜市が政令指定都市に指定される。
- 1958年（昭和33年）9月 : 台風22号（狩野川台風）で鶴見川が氾濫する。家屋水没648世帯、床上浸水14,000戸の被害が生じる。
- 1960年（昭和35年） : 聖ヨゼフ学園高等学校が設立される。
- 1963年（昭和38年）11月9日 : 鶴見事故が起こる。3重の列車衝突事故。
- 1964年（昭和39年） : 市立東高等学校が現在地の校舎に入校。
- 1966年（昭和41年）5月21日 : 生麦の鶴見川の臨港鶴見川橋付近で、殺人事件が発生[注釈 2]。7月、市電生麦線が廃止。
- 1967年（昭和42年）5月 : 鶴見川が一級河川に指定される。
- 1968年（昭和43年） : 横浜商科大学が開校される。区の人口が26万人になり減少し始める。北部第一下水処理場（現・北部第一水再生センター）が開設される。
- 1975年（昭和50年）4月 : 獅子ヶ谷市民の森が開園。
- 1977年（昭和52年）10月 : 区制50周年記念行事が行われる。
- 1980年（昭和55年） : 神奈川県立鶴見養護学校が開校される。
  - 1月 : 鶴見図書館が開館する。鶴見警察署の新庁舎が完成。
  - 12月 : 鶴見区で初めての地区センターである末吉地区センターが開設。
- 1981年（昭和56年） : 区の人口が23万人から再び増加に転じる。
- 1984年（昭和59年） : 北部第二下水処理場（現・北部第二水再生センター）が開設される。
- 1985年（昭和60年）10月 : 鶴見公会堂が開館する。
- 1986年（昭和61年） : 鶴見郵便局の新局舎が完成。
- 1987年（昭和62年）10月 : 区制施行60周年。北部汚泥資源化センターが開設される。
- 1988年（昭和63年）
  - 1月 : 鶴見区新総合庁舎が竣工する。新庁舎完成を記念して区のマスコット、ワニの「ワッくん」を制定。
  - 11月 : 獅子ヶ谷の「横溝屋敷」が、横浜市指定文化財第1号に指定される。
- 1989年（平成元年） : 鶴見スポーツセンターが開設される。
  - 9月 : 「横浜ベイブリッジ」が開通する。
- 1990年（平成2年）
  - 6月 : 鶴見区で初めてのコミュニティハウスである上寺尾小学校コミュニティハウスが開所。
  - 7月 : 大黒ふ頭埋立が完成する。
- 1991年（平成3年）
  - 2月 : 区のシンボルマークを制定する。
  - 1月 : 区民の花（サルビア）を決定する。
- 1994年（平成6年）
  - 5月 : 鶴見駅西口行政サービスコーナーを設置する。同月、潮田交流プラザが開館。
  - 12月 : 高速湾岸線「鶴見つばさ橋」が開通する。
- 1995年（平成7年）4月 : 末広町の環境事業局鶴見工場（現・資源循環局　鶴見工場）が本格稼働する。
- 1996年（平成8年）
  - 5月 : 区のホームページが開設。
  - 7月 : 大黒海づり公園が開園。同月、高齢者保養研修施設「ふれーゆ」が開設。
- 1997年（平成9年）
  - 5月 : 入江川せせらぎ緑道が開通。
  - 10月 : 区制70周年記念式典を開催。同月、区の木（サルスベリ）を決定する。
- 1998年（平成10年）10月 : 中途障害者地域活動センター「ふれんどーる鶴見」が開所。
- 1999年（平成11年）
  - 7月 : 「馬場花木園」が開園する。
  - 10月 : 福祉保健活動拠点を開設。
- 2000年（平成12年）
  - 4月 : 末広町に理化学研究所「横浜研究所」が発足する。
  - 5月 : 特別養護老人ホーム「新鶴見ホーム」が開所。
  - 10月 : 理化学研究所横浜研究所「ゲノム科学総合研究センター」が開所。
  - 12月 : 馬場赤門公園が開園。
- 2001年（平成13年）
  - 3月 : 末広町に「産学共同研究センター」が開設される。
  - 4月 : 末広町に横浜市立大学大学院（連携大学院）が開校する。
- 2002年（平成14年）1月 : 福祉保健センターが開設。
- 2003年（平成15年）4月 : 末広町に横浜新技術創造館「リーディングベンチャープラザ」が開館。
- 2004年（平成16年）4月 : 区の人口が再び26万人を超える。同月、県立平安高等学校と県立寛政高等学校を再編して、平安町の県立平安高等学校校地に神奈川県立鶴見総合高等学校を開校。同月、理化学研究所横浜研究所「免疫・アレルギー科学総合研究センター」が開設。
- 2006年（平成18年）1月 : 「ゆうづる」（鶴見市場地域ケアプラザ・鶴見市場コミュニティハウス）が開所。
- 2007年（平成19年）
  - 3月 : 東部地域中核病院「済生会横浜市東部病院」が開院。
  - 5月 : 鶴見中央地域ケアプラザが開所。
  - 10月 : 区制施行80周年。
- 2008年（平成20年） : 寛政町の県立寛政高等学校跡地に、県立東部総合職業技術校（かなテクカレッジ）を開校。
- 2009年（平成21年） : 横浜市立鶴見工業高等学校が募集を停止。横浜市立横浜サイエンスフロンティア高等学校が開校。区の人口が27万人を超える。
- 2010年（平成22年）
  - 3月 : 花月園競輪場が閉園される。鶴見駅東口再開発地区に大型複合施設「シークレイン」が開設される。
  - 12月 : 鶴見中央コミュニティハウス開館。同月、鶴見国際交流ラウンジ開館。
- 2011年（平成23年）
  - 3月 : シークレイン内に鶴見区民文化センター「サルビアホール」が開設される。
  - 4月 : 横浜市立鶴見工業高等学校が閉校。
- 2012年（平成24年）
  - 1月 : 生麦地域ケアプラザ開所。
  - 11月 : 鶴見駅駅ビル「シァル鶴見」開業。
- 2013年（平成25年）
  - 3月：石川県輪島市と友好交流協定書を締結。
  - 12月：区の人口が28万人を超える。
- 2016年（平成28年）11月：旧藤本家住宅主屋及び東屋（馬場花木園内）が横浜市景観条例に基づく特定景観形成歴史的建造物に指定される[10]。
- 2017年（平成29年）
  - 3月：高速横浜環状北線及び岸谷生麦線開通
  - 10月：区制施行90周年 人口288,880人
- 2018年（平成30年）5月：区の人口が29万人を超える[11]。
- 2019年（平成31年/令和元年）
  - 4月：大黒ふ頭客船ターミナル完成[12]
  - 10月：台風第19号（令和元年東日本台風）により多摩川浸水想定区域に「避難勧告」発令（避難場所34か所に約3，000人避難）
- 2020年（令和2年）3月：京浜急行電鉄「花月園前駅」が「花月総持寺駅」に名称変更
- 2021年（令和3年）11月：鶴見花月園公園開園
- 2022年（令和4年）4月：NHKの連続テレビ小説『ちむどんどん』が放映開始（舞台地として鶴見が登場）

### 区域の沿革
| 年代                  | 法令など                                 | 事項 |
| --------------------- | ---------------------------------------- | --- |
| 1889年（明治22年）4月 | 町村制および町村分合改称令の施行         | - 神奈川県橘樹郡 - 生見尾村 - 生麦村、鶴見村、東寺尾村を生見尾（うみお）村とする。 - 町田村 - 潮田村、菅沢村、市場村、矢向村、江ケ崎村、小野新田を町田村とする。 - 旭村 - 駒岡村、獅子ケ谷村、上末吉村、下末吉村、 馬場村、北寺尾村、および師岡村を旭村とする。                                                                     |
| 1911年（明治44年）4月 | 子安村が分割併合（横浜市・大綱村・旭村） | - 神奈川県橘樹郡 - 生見尾村 - 町田村 - 旭村 - 子安村から大字西寺尾を編入 |
| 1921年（大正10年）4月 | 生見尾村に町制施行                       | - 神奈川県橘樹郡 - 鶴見町 - 生見尾村を鶴見町とする。 - 町田村 - 旭村 |
| 1923年（大正12年）4月 | 町田村に町制施行                         | - 神奈川県橘樹郡 - 鶴見町 - 潮田町 - 町田村を潮田（うしおだ）町とする。 - 旭村 |
| 1925年（大正14年）4月 | 町域再編                                 | - 神奈川県橘樹郡 - 鶴見町 - 鶴見町と潮田町を合併して鶴見町とする。 - 旭村 |
| 1927年（昭和2年）     | 4月、横浜市に編入。 10月、区制施行。     | - 神奈川県横浜市鶴見区 - 横浜市鶴見区鶴見町、生麦町、東寺尾町、潮田町、菅沢町、 市場町、矢向町、江ケ崎町、小野町、平安町、駒岡町、獅子ケ谷町、 上末吉町、下末吉町、馬場町、北寺尾町、安善町、末広町となる。 - 神奈川県横浜市神奈川区 - 横浜市神奈川区西寺尾町、師岡町となる （1939年（昭和14年）4月、師岡町は港北区へ編入される）。 |

## 地理

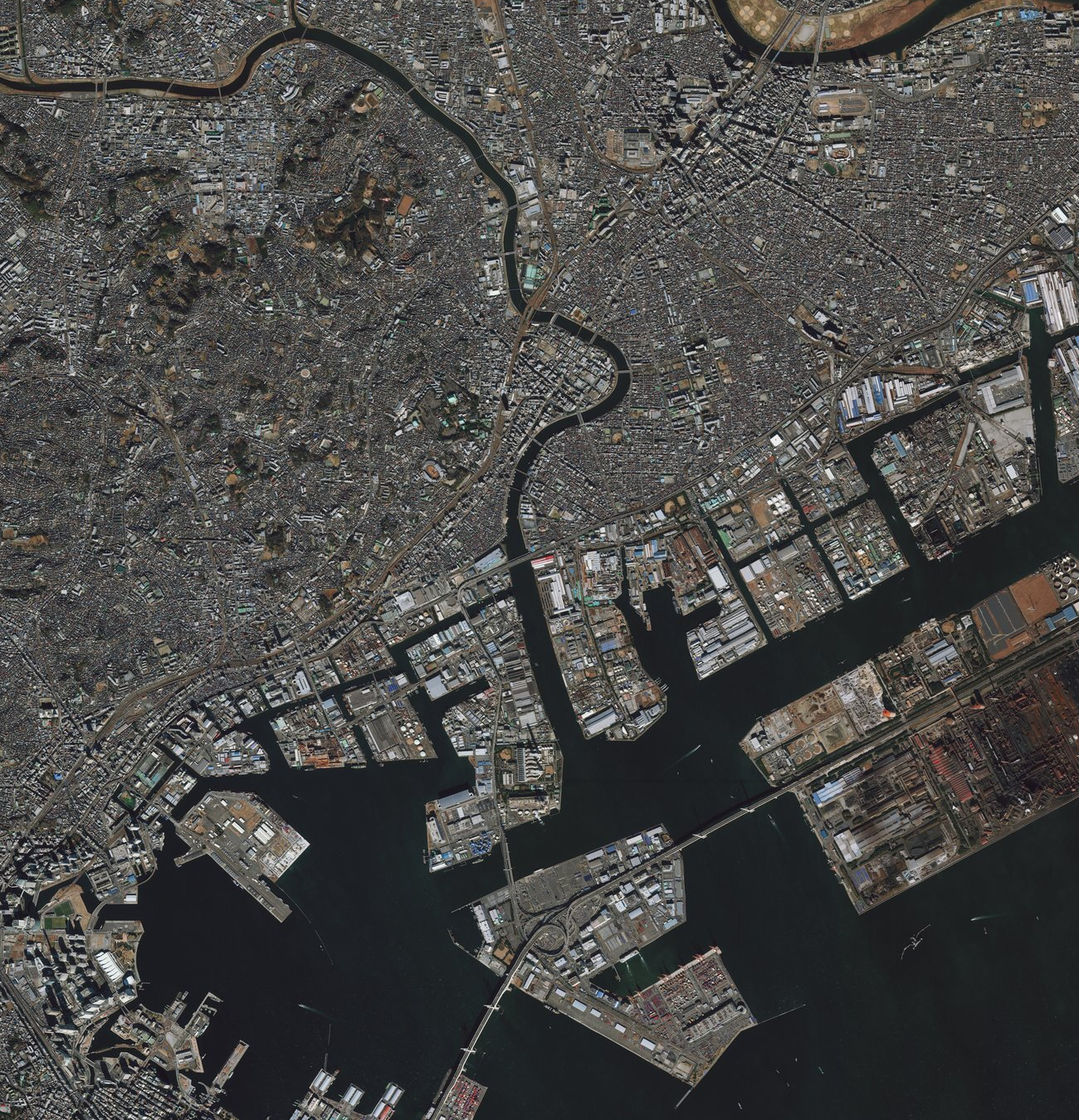
鶴見区の衛星画像

区の東端は扇島、西端は上の宮二丁目で東西距離は8.16km、南端は大黒埠頭、北端は矢向六丁目で南北距離は10.13km。最高地は馬場四丁目で、海面からの高度は47.2mである。
区の中心は、鶴見区役所・鶴見駅・鶴見警察署などが所在する鶴見中央。町別人口も鶴見中央（一丁目〜五丁目）が最も多い18,812人で、区全体の人口の約6.8%を占める。
地形的には北西部の丘陵地、鶴見川流域の低地、臨海部の埋立地の3地域に分けられる。

## 人口
- 1930年　 81,210
- 1935年　113,962
- 1940年　172,587
- 1945年　 95,290
- 1947年　142,427
- 1950年　170,868
- 1955年　201,028
- 1960年　230,377
- 1965年　255,755
- 1970年　256,360
- 1975年　242,808
- 1980年　231,477
- 1985年　237,083
- 1990年　250,100
- 1995年　251,232
- 2000年　254,103
- 2005年　264,548
- 2010年　272,178
- 2015年　285,356
- 2020年　297,437

## 町名
鶴見区では、一部の全域で住居表示に関する法律に基づく住居表示が実施されている。
| 町名           | 町名の読み             | 設置年月日     | 住居表示実施年月日 | 住居表示実施直前の町名                     | 備考 |
| -------------- | ---------------------- | -------------- | ------------------ | ------------------------------------------ | ---- |
| 朝日町         | あさひちょう           | 1941年4月1日   | 未実施             |                                            |      |
| 安善町         | あんぜんちょう         | 1927年4月1日   | 未実施             |                                            |      |
| 市場上町       | いちばかみちょう       | 1968年7月1日   | 1968年7月1日       | 市場町の一部                               |      |
| 市場下町       | いちばしもちょう       | 1968年7月1日   | 1968年7月1日       | 市場町の一部                               |      |
| 市場東中町     | いちばひがしなかちょう | 1968年7月1日   | 1968年7月1日       | 市場町の一部                               |      |
| 市場西中町     | いちばにしなかちょう   | 1968年7月1日   | 1968年7月1日       | 市場町の一部                               |      |
| 市場富士見町   | いちばふじみちょう     | 1968年7月1日   | 1968年7月1日       | 市場町の一部                               |      |
| 市場大和町     | いちばやまとちょう     | 1968年7月1日   | 1968年7月1日       | 市場町の一部                               |      |
| 潮田町         | うしおだちょう         | 1927年4月1日   | 未実施             |                                            |      |
| 江ケ崎町       | えがさきちょう         | 1927年4月1日   | 1968年7月1日       | 江ヶ崎町、市場町の各一部                   |      |
| 扇島           | おうぎしま             | 1964年1月21日  | 未実施             |                                            |      |
| 小野町         | おのちょう             | 1927年4月1日   | 未実施             |                                            |      |
| 梶山一丁目     | かじやま               | 1969年6月1日   | 1969年6月1日       | 上末吉町、下末吉町の各一部                 |      |
| 梶山二丁目     | かじやま               | 1969年6月1日   | 1969年6月1日       | 上末吉町、駒岡町の各一部                   |      |
| 上の宮一丁目   | かみのみや             | 1974年8月19日  | 1974年8月19日      | 北寺尾町の一部                             |      |
| 上の宮二丁目   | かみのみや             | 1974年8月19日  | 1974年8月19日      | 北寺尾町の一部                             |      |
| 寛政町         | かんせいちょう         | 1941年4月1日   | 1978年7月17日      | 寛政町                                     |      |
| 岸谷一丁目     | きしや                 | 1967年5月1日   | 1967年5月1日       | 生麦町の一部                               |      |
| 岸谷二丁目     | きしや                 | 1967年5月1日   | 1967年5月1日       | 生麦町、東寺尾町の各一部                   |      |
| 岸谷三丁目     | きしや                 | 1967年5月1日   | 1967年5月1日       | 生麦町、東寺尾町の各一部                   |      |
| 岸谷四丁目     | きしや                 | 1967年5月1日   | 1967年5月1日       | 生麦町の一部                               |      |
| 駒岡一丁目     | こまおか               | 1993年10月18日 | 1993年10月18日     | 駒岡町、獅子ヶ谷町の各一部                 |      |
| 駒岡二丁目     | こまおか               | 1994年9月26日  | 1994年9月26日      | 駒岡町の一部                               |      |
| 駒岡三丁目     | こまおか               | 1994年9月26日  | 1994年9月26日      | 駒岡町の一部                               |      |
| 駒岡四丁目     | こまおか               | 1994年9月26日  | 1994年9月26日      | 駒岡町の一部                               |      |
| 駒岡五丁目     | こまおか               | 1994年9月26日  | 1994年9月26日      | 駒岡町の一部                               |      |
| 栄町通         | さかえちょうどおり     | 1941年4月1日   | 未実施             |                                            |      |
| 汐入町         | しおいりちょう         | 1941年4月1日   | 未実施             |                                            |      |
| 獅子ケ谷一丁目 | ししがや               | 1993年10月18日 | 1993年10月18日     | 駒岡町、獅子ヶ谷町の各一部                 |      |
| 獅子ケ谷二丁目 | ししがや               | 1993年10月18日 | 1993年10月18日     | 獅子ヶ谷町の一部                           |      |
| 獅子ケ谷三丁目 | ししがや               | 1993年10月18日 | 1993年10月18日     | 獅子ヶ谷町の一部                           |      |
| 下野谷町       | したのやちょう         | 1941年4月1日   | 未実施             |                                            |      |
| 尻手一丁目     | しって                 | 1968年7月1日   | 1968年7月1日       | 市場町の一部                               |      |
| 尻手二丁目     | しって                 | 1968年7月1日   | 1968年7月1日       | 市場町の一部                               |      |
| 尻手三丁目     | しって                 | 1968年7月1日   | 1968年7月1日       | 市場町の一部                               |      |
| 末広町         | すえひろちょう         | 1927年4月1日   | 未実施             |                                            |      |
| 上末吉一丁目   | かみすえよし           | 1969年6月1日   | 1969年6月1日       | 上末吉町、下末吉町の各一部                 |      |
| 上末吉二丁目   | かみすえよし           | 1969年6月1日   | 1969年6月1日       | 上末吉町の一部                             |      |
| 上末吉三丁目   | かみすえよし           | 1969年6月1日   | 1969年6月1日       | 上末吉町の一部                             |      |
| 上末吉四丁目   | かみすえよし           | 1969年6月1日   | 1969年6月1日       | 上末吉町の一部                             |      |
| 上末吉五丁目   | かみすえよし           | 1969年6月1日   | 1969年6月1日       | 上末吉町の一部                             |      |
| 下末吉一丁目   | しもすえよし           | 1969年6月1日   | 1969年6月1日       | 下末吉町の一部                             |      |
| 下末吉二丁目   | しもすえよし           | 1969年6月1日   | 1969年6月1日       | 下末吉町、市場町の各一部                   |      |
| 下末吉三丁目   | しもすえよし           | 1969年6月1日   | 1969年6月1日       | 下末吉町の一部                             |      |
| 下末吉四丁目   | しもすえよし           | 1969年6月1日   | 1969年6月1日       | 下末吉町の一部                             |      |
| 下末吉五丁目   | しもすえよし           | 1969年6月1日   | 1969年6月1日       | 下末吉町の一部                             |      |
| 下末吉六丁目   | しもすえよし           | 1969年6月1日   | 1969年6月1日       | 上末吉町、下末吉町の各一部                 |      |
| 菅沢町         | すがさわちょう         | 1927年4月1日   | 1968年7月1日       | 菅沢町、市場町の一部                       |      |
| 諏訪坂         | すわざか               | 1972年6月5日   | 1972年6月5日       | 北寺尾町、鶴見町の各一部                   |      |
| 大黒町         | だいこくちょう         | 1937年3月12日  | 1937年3月12日      | 大黒町                                     |      |
| 大黒ふ頭       | だいこくふとう         | 1978年4月7日   | 未実施             |                                            |      |
| 大東町         | だいとうちょう         | 1941年4月1日   | 未実施             |                                            |      |
| 佃野町         | つくのちょう           | 1979年7月23日  | 1979年7月23日      | 鶴見町の一部                               |      |
| 鶴見一丁目     | つるみ                 | 1972年6月5日   | 1972年6月5日       | 鶴見町、生麦町の各一部                     |      |
| 鶴見二丁目     | つるみ                 | 1972年6月5日   | 1972年6月5日       | 東寺尾町、鶴見町の各一部                   |      |
| 鶴見中央一丁目 | つるみちゅうおう       | 1980年7月28日  | 1980年7月28日      | 鶴見町の一部                               |      |
| 鶴見中央二丁目 | つるみちゅうおう       | 1980年7月28日  | 1980年7月28日      | 鶴見町の一部                               |      |
| 鶴見中央三丁目 | つるみちゅうおう       | 1980年7月28日  | 1980年7月28日      | 鶴見町の一部                               |      |
| 鶴見中央四丁目 | つるみちゅうおう       | 1980年7月28日  | 1980年7月28日      | 鶴見町の一部                               |      |
| 鶴見中央五丁目 | つるみちゅうおう       | 1980年7月28日  | 1980年7月28日      | 鶴見町、生麦町の各一部                     |      |
| 北寺尾一丁目   | きたてらお             | 1972年6月5日   | 1972年6月5日       | 北寺尾町、馬場町の各一部                   |      |
| 北寺尾二丁目   | きたてらお             | 1972年6月5日   | 1972年6月5日       | 北寺尾町の一部                             |      |
| 北寺尾三丁目   | きたてらお             | 1974年8月19日  | 1974年8月19日      | 北寺尾町の一部                             |      |
| 北寺尾四丁目   | きたてらお             | 1974年8月19日  | 1974年8月19日      | 北寺尾町、馬場町の各一部                   |      |
| 北寺尾五丁目   | きたてらお             | 1974年8月19日  | 1974年8月19日      | 北寺尾町、馬場町、獅子ヶ谷町の各一部       |      |
| 北寺尾六丁目   | きたてらお             | 1974年8月19日  | 1974年8月19日      | 北寺尾町、馬場町の各一部                   |      |
| 北寺尾七丁目   | きたてらお             | 1974年8月19日  | 1974年8月19日      | 北寺尾町、馬場町の各一部                   |      |
| 東寺尾一丁目   | ひがしてらお           | 1972年6月5日   | 1972年6月5日       | 東寺尾町、馬場町の各一部                   |      |
| 東寺尾二丁目   | ひがしてらお           | 1972年6月5日   | 1972年6月5日       | 東寺尾町、馬場町の各一部                   |      |
| 東寺尾三丁目   | ひがしてらお           | 1972年6月5日   | 1972年6月5日       | 東寺尾町の一部                             |      |
| 東寺尾四丁目   | ひがしてらお           | 1972年6月5日   | 1972年6月5日       | 東寺尾町の一部                             |      |
| 東寺尾五丁目   | ひがしてらお           | 1972年6月5日   | 1972年6月5日       | 東寺尾町の一部                             |      |
| 東寺尾六丁目   | ひがしてらお           | 1972年6月5日   | 1972年6月5日       | 東寺尾町、馬場町の各一部                   |      |
| 東寺尾東台     | ひがしてらおひがしだい | 1972年6月5日   | 1972年6月5日       | 東寺尾町、鶴見町の各一部                   |      |
| 東寺尾北台     | ひがしてらおきただい   | 1972年6月5日   | 1972年6月5日       | 東寺尾町、馬場町の各一部                   |      |
| 東寺尾中台     | ひがしてらおなかだい   | 1972年6月5日   | 1972年6月5日       | 東寺尾町の一部                             |      |
| 寺谷一丁目     | てらや                 | 1972年6月5日   | 1972年6月5日       | 東寺尾町、鶴見町の各一部                   |      |
| 寺谷二丁目     | てらや                 | 1972年6月5日   | 1972年6月5日       | 東寺尾町、鶴見町の各一部                   |      |
| 豊岡町         | とよおかちょう         | 1979年7月23日  | 1979年7月23日      | 鶴見町の一部                               |      |
| 仲通           | なかどおり             | 1941年4月1日   | 未実施             |                                            |      |
| 生麦一丁目     | なまむぎ               | 1967年5月1日   | 1967年5月1日       | 生麦町の一部                               |      |
| 生麦二丁目     | なまむぎ               | 1967年5月1日   | 1967年5月1日       | 生麦町の一部                               |      |
| 生麦三丁目     | なまむぎ               | 1967年5月1日   | 1967年5月1日       | 生麦町の一部                               |      |
| 生麦四丁目     | なまむぎ               | 1967年5月1日   | 1967年5月1日       | 生麦町の一部                               |      |
| 生麦五丁目     | なまむぎ               | 1967年5月1日   | 1967年5月1日       | 生麦町の一部                               |      |
| 馬場一丁目     | ばば                   | 1972年6月5日   | 1972年6月5日       | 馬場町、北寺尾町、神奈川区西寺尾町の各一部 |      |
| 馬場二丁目     | ばば                   | 1972年6月5日   | 1972年6月5日       | 馬場町の一部                               |      |
| 馬場三丁目     | ばば                   | 1972年6月5日   | 1972年6月5日       | 馬場町、東寺尾町の各一部                   |      |
| 馬場四丁目     | ばば                   | 1972年6月5日   | 1972年6月5日       | 馬場町、東寺尾町の各一部                   |      |
| 馬場五丁目     | ばば                   | 1974年8月19日  | 1974年8月19日      | 馬場町、東寺尾町の各一部                   |      |
| 馬場六丁目     | ばば                   | 1974年8月19日  | 1974年8月19日      | 馬場町、東寺尾町の各一部                   |      |
| 馬場七丁目     | ばば                   | 1974年8月19日  | 1974年8月19日      | 馬場町、東寺尾町の各一部                   |      |
| 浜町           | はまちょう             | 1941年4月1日   | 未実施             |                                            |      |
| 平安町         | へいあんちょう         | 1927年4月1日   | 未実施             |                                            |      |
| 弁天町         | べんてんちょう         | 1941年4月1日   | 未実施             |                                            |      |
| 本町通         | ほんちょうどおり       | 1941年4月1日   | 未実施             |                                            |      |
| 三ツ池公園     | みついけこうえん       | 1969年6月1日   | 1974年8月19日      | 北寺尾町の一部                             |      |
| 元宮一丁目     | もとみや               | 1968年7月1日   | 1968年7月1日       | 市場町の一部                               |      |
| 元宮二丁目     | もとみや               | 1968年7月1日   | 1968年7月1日       | 上末吉町、市場町の各一部                   |      |
| 矢向一丁目     | やこう                 | 1968年7月1日   | 1968年7月1日       | 矢向町の一部                               |      |
| 矢向二丁目     | やこう                 | 1968年7月1日   | 1968年7月1日       | 矢向町、市場町の各一部                     |      |
| 矢向三丁目     | やこう                 | 1968年7月1日   | 1968年7月1日       | 矢向町の一部                               |      |
| 矢向四丁目     | やこう                 | 1968年7月1日   | 1968年7月1日       | 矢向町、市場町の各一部                     |      |
| 矢向五丁目     | やこう                 | 1968年7月1日   | 1968年7月1日       | 矢向町の一部                               |      |
| 矢向六丁目     | やこう                 | 1968年7月1日   | 1968年7月1日       | 矢向町の一部                               |      |

1. ↑  扇島は、全域が企業私有地であり、首都高速湾岸線を通行する場合を除き、一般人の立ち入りはできない。

## 交通
鶴見区を通る鉄道には、南北に貫通する東海道本線（貨物線、品鶴線（横須賀線）を含む）、京急本線と、臨海部の工業地帯をカバーする鶴見線がある。また、区の北縁をかすめるように南武線が通っている（区内には矢向駅があり、尻手駅が区域に接する）。
バス交通は、横浜市営バスと川崎鶴見臨港バス、東急バスが担当している。区の内陸部（馬場、獅子ヶ谷、駒岡など）は駅から遠いため、交通手段を専らバスに頼っており、バスの本数が非常に多い。
主な道路には、国道1号、国道15号および国道357号、首都高速道路の神奈川1号横羽線および湾岸線がある。湾岸線では、鶴見つばさ橋と横浜ベイブリッジが有名である。
総持寺踏切は、60mと2009年6月1日に日本最長の踏切となった。多数の路線を横断して、いわゆる、「開かずの踏切」化していたため、安全面の観点から2012年4月に廃止された。

### 鉄道
東日本旅客鉄道（JR東日本）
 京浜東北線
- - 鶴見駅 -

 鶴見線
- 鶴見駅 - 国道駅 - 鶴見小野駅 - 弁天橋駅 - 浅野駅 - 安善駅 -
- 海芝浦支線：浅野駅 - 新芝浦駅 - 海芝浦駅

 南武線
- - 矢向駅 -

京浜急行電鉄（京急）
 本線
- - 生麦駅 - 花月総持寺駅 - 京急鶴見駅 - 鶴見市場駅 -

なお、西部をわずかながら横浜線が通っているが、駅はない。菊名や綱島を最寄駅とする地域もある。
また、長年の間、鶴見駅中距離電車停車等推進期成会が中距離列車・相鉄線直通列車の鶴見駅停車をJR側に働き掛けている。実現すると鶴見駅が羽沢横浜国大駅と武蔵小杉駅に接続される。

### バス
- 横浜市交通局・横浜市営バス（鶴見営業所）：主に潮田・末吉・生麦地区を運行。
- 川崎鶴見臨港バス（鶴見営業所）：主に東寺尾・北寺尾・獅子ヶ谷・馬場・駒岡地区を運行。
- 東急バス

### 道路
首都高速道路
- 神奈川1号横羽線
  - 汐入出入口、生麦ジャンクション、生麦出入口
- 神奈川5号大黒線
- 湾岸線
  - 大黒ジャンクション、大黒ふ頭出入口、大黒パーキングエリア
- 神奈川7号横浜北線
  - 岸谷生麦出入口、馬場出入口

県道
- 神奈川県道6号東京大師横浜線（産業道路）
- 神奈川県道14号鶴見溝ノ口線
- 神奈川県道104号鶴見停車場線
- 神奈川県道111号大田神奈川線
- 神奈川県道140号川崎町田線

市道
- 横浜市道環状2号

## 行政

### 区長
渋谷治雄（2022年4月1日 - ）

### 歴代区長
森健二（2018年4月1日 - 2022年3月31日）
征矢雅和（2013年4月1日 - 2018年3月31日）
山崎幹夫（2011年5月1日 - 2013年3月31日）

### 国の機関
- 国土交通省京浜河川事務所
- 横浜税関大黒ふ頭出張所
- 鶴見税務署
- 鶴見年金事務所
- 鶴見労働基準監督署

### 県の機関
- 神奈川県鶴見警察署
  - 交番・駐在所・連絡所 - 本町通交番、潮田交番、入船橋連絡所、鶴見駅前交番、東台連絡所、三角交番、鶴見駅西口交番、駒岡交番、別所交番、向谷交番、上末吉交番、市場交番、生麦交番、原交番、岸谷交番、東寺尾交番、矢向交番（2023年3月末に隣接する交番と統合し廃止[17]）、矢向駅前交番、尻手交番、末吉交番、北寺尾駐在所
- 県立東部総合職業技術校（かなテクカレッジ）

### 市の機関・施設
- 横浜市鶴見区役所
- 横浜市鶴見消防署
  - 出張所 - 生麦、大黒町、末吉、入船、矢向、岸谷、寺尾、駒岡、鶴見水上

- 鶴見土木事務所
- 鶴見駅西口行政サービスコーナー
- 鶴見福祉保健センター
- 大黒港湾管理センター
- 横浜港流通センター
- 横浜市中央卸売市場食肉市場
- 食肉衛生検査所
- 交通局鶴見営業所
- 鶴見配水池
- 北部第一水再生センター
- 北部第二水再生センター
- 北部汚泥資源化センター
- 資源循環局鶴見事務所
- 資源循環局鶴見工場
- 鶴見資源化センター
- 鶴見公会堂
- 鶴見スポーツセンター
- 鶴見中央交流センター
- 横浜市高齢者保養研修施設ふれーゆ
- 鶴見川漕艇場
- 横浜市国際学生会館
- 老人福祉センター横浜市鶴寿荘
- 鶴見区民文化センター「サルビアホール」

- 地区センター
  - 末吉、生麦、寺尾、矢向、潮田、駒岡
- コミュニティハウス
  - 新鶴見小学校、上寺尾小学校、市場小学校、寛政中学校、潮田公園、鶴見市場（ゆうづる）
- 地域ケアプラザ
  - 潮田、矢向、寺尾、東寺尾、駒岡、鶴見市場、鶴見中央、生麦
- 障害者地域活動ホーム
  - 障害者地域活動ホームふれあいの家、鶴見区障害者地域活動ホームもとみや、つるみ地域活動ホーム幹（みき）
- 市立保育園
  - 潮田保育園、芦穂崎保育園、馬場保育園、生麦保育園、鶴見保育園

### その他
- 鶴見郵便局
  - 無集配局 - 尻手駅前郵便局、横浜矢向郵便局、横浜元宮郵便局、横浜上末吉郵便局、鶴見下末吉町郵便局、横浜東寺尾郵便局、鶴見市場郵便局、横浜大東郵便局、横浜栄町通郵便局、横浜仲通郵便局、横浜下野谷町郵便局、鶴見駅前郵便局、横浜生麦郵便局、横浜佃野郵便局、横浜豊岡郵便局、横浜駒岡郵便局、横浜北寺尾三郵便局、横浜北寺尾郵便局、横浜馬場郵便局、横浜東寺尾二郵便局、横浜岸谷郵便局
- 鶴見公証役場
- 末吉配水池（川崎市上下水道局の施設）
- 鶴見貯油施設（在日米海軍の施設）

## 主な産業
京浜工業地帯の中核であり、大小様々な規模の事業所が多数存在する。代表的なものを下記に挙げる。
鶴見区に本社が所在する上場企業（カッコ内は上場市場）
- エーアンドエーマテリアル（東証スタンダード）
- 京三製作所（東証プライム）
- ナイス（東証スタンダード）
- NFKホールディングス（東証スタンダード）
- DNAチップ研究所（東証スタンダード） - 移転

その他の主な事業所
- 東芝プラントシステム本社、鶴見事業所
- キリンビール横浜工場、キリン横浜ビアビレッジ
- JFEスチール東日本製鉄所京浜地区
- 森永製菓鶴見工場
- AGC京浜工場
- J-オイルミルズ横浜工場
- 東芝京浜事業所
- JERA横浜火力発電所
- JFEエンジニアリング鶴見事業所
- ジャパンマリンユナイテッド横浜事業所鶴見工場
- ニチアス鶴見工場
- 東京ガス扇島LNG基地
- 日産自動車横浜工場第3地区、パワートレイン開発本部、ニッサン・モータースポーツ・インターナショナル (nismo) 本社
- 保土谷化学工業横浜工場
- 横浜冷凍（ヨコレイ）横浜物流センター
- シェルルブリカンツジャパン横浜事業所
- キョクレイ大黒物流センター
- 新明和工業東京本部
- 東洋製罐横浜工場
- 東亞合成横浜工場
- 神奈川三菱ふそう自動車販売
- 鶴見精機横浜工場
- 日興システムソリューションズ
- セントラル・タンクターミナル横浜事業所
- 日野交通 (神奈川県)
- YOUテレビ
- レゾナント・システムズ

## 住宅団地
- 下末吉団地（下末吉 市街地住宅 賃貸40 1962年 譲渡返還）
- 鶴見豊岡（鶴見町豊岡 市街地住宅 賃貸100 1958年）
- 月見ヶ丘団地（豊岡町、賃貸224 1958年）
- 市営住宅 矢向第2
- 市営住宅 矢向
- 市営住宅 センターコート潮風
- 市営住宅 生麦
- 市営住宅 鶴見中央
- 市営住宅 駒岡
- 市営住宅 駒岡ヒルズ
- 市営住宅 ブリジャンテ北寺尾
- 市営住宅 梶山

## 教育

### 研究機関
- 理化学研究所 横浜研究所

### 大学
- 横浜商科大学 つるみキャンパス
- 鶴見大学
- 鶴見大学短期大学部
- 横浜市立大学 鶴見キャンパス

### 専門学校
- 横浜市医師会聖灯看護専門学校
- 鶴見ファッション・ビジネス専門学校
- 横浜ファッションデザイン専門学校

### 高等学校
- 神奈川県立鶴見高等学校
- 神奈川県立鶴見総合高等学校
- 横浜市立東高等学校
- 横浜市立横浜サイエンスフロンティア高等学校
- 橘学苑高等学校
- 白鵬女子高等学校
- 法政大学国際高等学校
- 鶴見大学附属高等学校
- 聖ヨゼフ学園高等学校
- 鹿島学園高等学校鶴見キャンパス

### 中学校
- 横浜市立市場中学校
- 横浜市立潮田中学校
- 横浜市立末吉中学校
- 横浜市立鶴見中学校
- 横浜市立寺尾中学校
- 横浜市立生麦中学校
- 横浜市立寛政中学校
- 横浜市立矢向中学校
- 横浜市立上の宮中学校
- 横浜市立横浜サイエンスフロンティア高等学校附属中学校
- 橘学苑中学校
- 鶴見大学附属中学校
- 聖ヨゼフ学園中学校

### 小学校
- 横浜市立末吉小学校
- 横浜市立上末吉小学校
- 横浜市立下末吉小学校
- 横浜市立市場小学校
- 横浜市立潮田小学校
- 横浜市立東台小学校
- 横浜市立旭小学校
- 横浜市立生麦小学校
- 横浜市立豊岡小学校
- 横浜市立下野谷小学校
- 横浜市立入船小学校
- 横浜市立鶴見小学校
- 横浜市立新鶴見小学校
- 横浜市立平安小学校
- 横浜市立岸谷小学校
- 横浜市立矢向小学校
- 横浜市立寺尾小学校
- 横浜市立上寺尾小学校
- 横浜市立汐入小学校
- 横浜市立馬場小学校
- 横浜市立駒岡小学校
- 横浜市立獅子ヶ谷小学校
- 聖ヨゼフ学園小学校

| 中学校       | 小学校         | 町名（一部に重複などを含む。） |
| ------------ | -------------- | --- |
| 市場中学校   | 市場小学校     | 市場上町、市場下町、市場西中町、市場東中町、尻手一丁目、尻手二丁目、元宮一丁目、元宮二丁目                                             |
| 市場中学校   | 平安小学校     | 市場富士見町、市場大和町、栄町通3丁目、4丁目、菅沢町、平安町                                                                           |
| 潮田中学校   | 潮田小学校     | 朝日町2丁目、潮田町1丁目、2丁目、3丁目、4丁目、栄町通1丁目、2丁目、大東町、仲通2丁目、向井町                                           |
| 潮田中学校   | 下野谷小学校   | 潮田町1丁目、2丁目、小野町、下野谷町1丁目、2丁目、3丁目、末広町1丁目、本町通1丁目、2丁目、3丁目                                        |
| 末吉中学校   | 末吉小学校     | 梶山一丁目、上末吉一丁目、上末吉二丁目、下末吉三丁目、下末吉四丁目、下末吉五丁目、下末吉六丁目、三ツ池公園                             |
| 末吉中学校   | 下末吉小学校   | 下末吉一丁目、下末吉二丁目、元宮二丁目                                                                                                 |
| 末吉中学校   | 上末吉小学校   | 梶山一丁目、梶山二丁目、上末吉三丁目、上末吉四丁目、上末吉五丁目、駒岡三丁目、駒岡四丁目                                               |
| 鶴見中学校   | 鶴見小学校     | 市場下町、鶴見中央一丁目、鶴見中央二丁目、鶴見中央三丁目、鶴見中央四丁目、鶴見中央五丁目                                               |
| 鶴見中学校   | 豊岡小学校     | 諏訪坂、佃野町、鶴見一丁目、鶴見二丁目、寺谷一丁目、寺谷二丁目、豊岡町                                                                 |
| 寺尾中学校   | 旭小学校       | 北寺尾一丁目、北寺尾二丁目、北寺尾三丁目、北寺尾四丁目、北寺尾五丁目、獅子ケ谷一丁目、馬場四丁目、馬場五丁目、馬場六丁目、東寺尾六丁目 |
| 寺尾中学校   | 東台小学校     | 岸谷三丁目、諏訪坂、鶴見一丁目、鶴見二丁目、寺谷一丁目、東寺尾北台、東寺尾中台、東寺尾東台                                             |
| 寺尾中学校   | 寺尾小学校     | 東寺尾二丁目、東寺尾三丁目、東寺尾四丁目、東寺尾五丁目、東寺尾六丁目、神奈川区西寺尾四丁目                                             |
| 寺尾中学校   | 駒岡小学校     | 梶山二丁目、駒岡二丁目、駒岡三丁目、駒岡四丁目、駒岡五丁目                                                                             |
| 寺尾中学校   | 上寺尾小学校   | 馬場三丁目、馬場四丁目、東寺尾一丁目、東寺尾六丁目                                                                                     |
| 生麦中学校   | 生麦小学校     | 大黒町、大黒ふ頭、鶴見中央五丁目、生麦二丁目、生麦三丁目、生麦四丁目、生麦五丁目                                                       |
| 生麦中学校   | 岸谷小学校     | 岸谷一丁目、岸谷二丁目、岸谷三丁目、岸谷四丁目、生麦一丁目、生麦三丁目                                                                 |
| 寛政中学校   | 入船小学校     | 朝日町1丁目、安善町、扇島、寛政町、汐入町3丁目、末広町2丁目、仲通3丁目、浜町、弁天町                                                   |
| 寛政中学校   | 汐入小学校     | 小野町、汐入町1丁目、2丁目、下野谷町4丁目、仲通1丁目、弁天町、本町通4丁目                                                              |
| 矢向中学校   | 新鶴見小学校   | 江ケ崎町、矢向一丁目 |
| 矢向中学校   | 矢向小学校     | 江ケ崎町、尻手三丁目、矢向二丁目、矢向三丁目、矢向四丁目、矢向五丁目、矢向六丁目                                                       |
| 上の宮中学校 | 馬場小学校     | 北寺尾六丁目、北寺尾七丁目、馬場一丁目、馬場二丁目、馬場六丁目、馬場七丁目                                                             |
| 上の宮中学校 | 獅子ケ谷小学校 | 北寺尾五丁目、北寺尾六丁目、北寺尾七丁目、駒岡一丁目、獅子ケ谷一丁目、獅子ケ谷二丁目、獅子ケ谷三丁目                                   |

### 特別支援学校
- 神奈川県立鶴見養護学校

### 外国人学校
- 鶴見朝鮮幼稚園

## 友好交流都市
2018年（平成30年）10月現在の鶴見区の友好交流都市は以下の通り。
- 福島県棚倉町：2012年（平成24年）4月1日、職員人事交流をきっかけとして協定締結。
- 福島県西会津町：2012年（平成24年）4月18日、職員人事交流をきっかけとして協定締結。
- 石川県輪島市：2013年（平成25年）2月28日、ともに總持寺および禅文化にゆかりのある都市であることから協定締結。

## 主なスポット

### 公園・自然
- 入江川せせらぎ緑道、東寺尾ふれあいの樹林（東寺尾一丁目）
- こどもログハウス「ピッコロ」（東寺尾二丁目）
- 入船公園（弁天町）
- 海芝公園（末広町）
- 獅子ケ谷市民の森、せせらぎの小径、二ツ池（獅子ケ谷二丁目・三丁目）
- 渋沢金井公園（北寺尾）
- 末広水際線プロムナード（末広町）
- 神奈川県立三ツ池公園
- 大黒海づり公園（大黒ふ頭）
- 佃野公園（佃野町）
- 鶴見川水際緑道（鶴見中央四丁目）
- 鶴見配水池（馬場三丁目）
- みその公園「横溝屋敷」、車地蔵（獅子ケ谷三丁目）
- 歴史と緑の散歩道（駒岡の兜塚から、獅子ヶ谷市民の森まで）
- 馬場花木園（馬場二丁目）

### 橋梁
- 横浜ベイブリッジ（大黒ふ頭）
- 鷹野大橋（駒岡五丁目）：タマちゃん出没地の一つ。
- 鶴見川橋（市場下町）：旧東海道に架かる。
- 鶴見つばさ橋（大黒ふ頭、扇島）
- 響橋（東寺尾中台）：国道1号線にかかり、「めがね橋」の愛称で親しまれている。

### 寺社
- 曹洞宗大本山總持寺（鶴見二丁目）：地元では「本山」と呼ばれて親しまれる。
- 成願寺（豊岡町）
- 壽徳寺（江ヶ崎町）
- 光永寺（汐入町二丁目）
- 圓光寺（朝日町）
- 寶泉寺（下末吉三丁目）
- 常倫寺（駒岡三丁目）
- 建功寺（馬場一丁目。旧神奈川区西寺尾町飛地）
- 松蔭寺（東寺尾一丁目）
- 天王院正法寺（寺谷一丁目）
- 大聖寺（仲通一丁目）
- 宝泉寺（菅沢町）：庚申塔としては鶴見区内最古といわれる宝篋印塔がある。
- 宝塔寺（下末吉六丁目）
- 真福寺（上末吉一丁目）
- 光明寺（獅子ヶ谷二丁目）
- 本覺寺（獅子ヶ谷二丁目）
- 龍泉寺（岸谷四丁目）
- 正楽寺（矢向三丁目）
- 金剛寺（市場下町）
- 正泉寺（生麦四丁目）
- 東福寺（鶴見一丁目）
- 東漸寺（潮田町三丁目）：関東大震災時に迫害される朝鮮人・中国人を守った鶴見警察署長大川常吉の墓と顕彰碑がある。
- 寶藏院（馬場四丁目）
- 長松寺（駒岡三丁目）
- 安養寺（岸谷一丁目）
- 慶岸寺（生麦五丁目）
- 良忠寺（矢向四丁目）
- 正行寺（駒岡三丁目）
- 宝泉寺（上の宮二丁目）
- 専念寺（市場東中町）
- 念佛寺（栄町通二丁目）
- 智広寺（佃野町）
- 鶴見神社（鶴見中央一丁目）：かつては杉山明神と呼ばれた、武州六大明神の一つ。式内社である「杉山神社」の論社の一つ。旧鶴見村の鎮守様。
- 秋葉神社（鶴見中央一丁目）
- 東関森社（鶴見中央一丁目）
- 神明社（鶴見中央五丁目）
- 杉山神社（岸谷一丁目）：武州六大明神の一つ。式内社である「杉山神社」の論社の一つ。旧生麦村の総鎮守様。
- 朝陽山八幡宮（鶴見一丁目）：旧生麦村字北の氏神様。
- 水神社（生麦貝助）：旧生麦村字南の氏神様。
- 道念稲荷神社（生麦四丁目）：旧生麦村字本宮の氏神様。
- 生麦神明社（生麦三丁目）：旧生麦村字原の氏神様。
- 寺谷熊野神社（寺谷一丁目）
- 白幡神社（東寺尾二丁目）
- 江ヶ崎町八幡神社（江ヶ崎町）
- 熊野神社（市場東中町）
- 大山祇神社（菅沢町）
- 小野弁天神社（下野谷町四丁目）
- 潮田神社（潮田町三丁目）
- 矢向日枝神社（矢向四丁目）

### 史跡・遺跡
- 市場一里塚（市場西中町）：旧・東海道の一里塚。起点である日本橋から5里（約20km）。
- 小仙塚貝塚
- 鶴見神社境内貝塚
- 上台遺跡・上台北遺跡（下末吉六丁目）
- 寺尾城址と空堀（馬場三丁目）：通称「殿山」。
- 藤原増貤の歌碑（三ツ池公園）
- 生麦事件碑と生麦事件参考館（生麦一丁目）
- 鶴見橋関門旧跡（鶴見中央三丁目）
- 馬場の赤門（馬場二丁目）
- 山本煉瓦工場跡（末吉付近、鶴見川底）
- 二ヶ領用水路跡（矢向四丁目）

### 工場・展示施設
- 環境エネルギー館（末広町）：2014年（平成27年）に閉鎖された。
- キリン横浜ビアビレッジ（生麦一丁目）：麒麟麦酒横浜工場内にあり、製造過程を見学できる。本格的なレストランとパブを併設し、できたてのビールを飲むことができる。
- トゥイニー・ヨコハマ（大黒町）：東京電力横浜火力発電所にある電気の展示館。：2011年（平成23年）に廃館した。
- TEPCO 電気の史料館（江ケ崎町））：2011年（平成23年）から休館中。
- 森永エンゼルミュージアム MORIUM（下末吉二丁目）：森永製菓鶴見工場内に併設されているミュージアム

### その他スポット
- 潮風大通り：潮鶴橋から産業道路をつなぐ大通り。旧名は「三十六米道路」。周辺は沖縄関係、ブラジル関係、在日コリアン関係の店舗が多い。近年、エスニックな感覚が若者を中心に隠れた穴場的人気を集めている。特に沖縄県出身者が多く在住し、リトルオキナワが形成されている。特に、潮風大通りからゴム通りにかけての向井町3丁目から4丁目にかけてのエリアは、沖縄風の料理店や雑貨店が多い。
- 生麦魚河岸通り（生麦四丁目・五丁目）：旧東海道に沿って、約400mの商店街。
- 花月園競輪場（鶴見一丁目）：2010年（平成22年）3月に廃止された。
- 横浜市鶴見川漕艇場（元宮二丁目）
- ふれーゆ（末広町）：横浜市初の高齢者保養研修施設。温水プールや大浴場がある。
- 大黒ふ頭厚生センター（大黒ふ頭）
- 済生会横浜市東部病院（下末吉三丁目）
- 鶴見リサイクルプラザ（末広町）
- シークレイン（鶴見中央）：分譲タワーマンション、商業施設、ホテル、公益施設からなる大型複合施設。

## 主な出身者

### あ行
- 青空球児―漫才師、漫才協会名誉会長
- 新井田豊―プロボクサー
- アントニオ猪木―政治家、格闘家
- 猪木快守―政治家、アントニオ猪木の実兄
- 岩井由紀子―元タレント
- ウエディ新剛―元お笑い芸人
- USA―EXILE
- 遠藤三紀夫―政治家、座間市長
- 緒形幹太―俳優
- 緒形直人―俳優
- 小山内美江子―脚本家

### か行
- 香取慎吾―SMAP
- 金乃花武夫―大相撲力士
- 草柳大蔵―評論家
- 桑田武―元プロ野球選手
- 桑野みゆき―女優
- 小林まさひろ―お笑い芸人

### さ行
- 桜塚やっくん―元お笑い芸人
- 篠田純平―元プロ野球選手
- 杉山尚志―RVH創業者
- 村主千香―フィギュアスケート選手
- 村主章枝―フィギュアスケート選手

### た行
- 堂本正樹―劇作家
- 友野龍士―和太鼓奏者[20][21]

### は行
- 原めぐみ―歌手
- ヒロ・マツダ―プロレスラー、プロレストレーナー

### ま行
- 南明奈―グラビアアイドル、タレント
- 宮崎正裕―剣道家、警察官
- ムットーニ―美術家

### や行
- 山本茜―騎手
- 夢路いとしー漫才師
- 吉村明宏―タレント

### ら行
- 利重剛―俳優、映画監督
- RIKACO―タレント